# Beatmania IIDX 3rd style
Beatmania IIDX 3rd style est un jeu de rythme qui fait partie de la série des Beatmania IIDX.

## Système de jeu
Consiste en un contrôleur style DJ avec 7 touches et une table tournante. 
Le but du jeu est d'appuyer sur les touches dans le bon timing, produisant ainsi une chanson.

## Nouveautés
Beatmania IIDX 3rd Style enlève le mode 4-Keys (4 touches) pour laisser place au mode Light 7.
De plus, il introduit le mode Free et Extra stage.

## Liste des chansons (82)
Voici la liste des chansons de ce mix classé par ordre alphabétique
À noter
- Les difficultés sont sur une échelle de 1 à 7
- Plusieurs chansons n'ont pas de difficulté another
- Si la chanson contient différent BPM (Battement par minute), ils sont indiqués dans l'ordre des changements de vitesse

| Titre                                | Artiste                          | Genre                  | Light7 | 7keys | Another7 | BPM            |
| ------------------------------------ | -------------------------------- | ---------------------- | ------ | ----- | -------- | -------------- |
| .59                                  | dj Taka                          | Chill Out              | 4      | 6     | 6        | 134            |
| 22Dunk                               | Slake                            | Techno                 | 3      | 5     | 5        | 135            |
| 5.1.1.                               | dj nagureo                       | Piano Ambient          | 1      | 1     |          | 101            |
| Artificial Impatience                | Symphonic Defoggers              | Future Jazz            | 3      | 4     | 4        | 163            |
| Bad boy                              | Vivi                             | Dance pop              | 3      | 3     |          | 94             |
| Beat Machine                         | Crunky Boy Jr.                   | Big Beat               | 4      | 5     |          | 127            |
| Been so long                         | M-Flo                            | Japenese Hiphop        | 3      | 3     |          | 96             |
| Brazilian Rhyme                      | Satoru Shionoya + Satoshi Tomiie | House                  | 4      | 5     |          | 127            |
| Brilliant 2U                         | NAOKI                            | Euro Groove            | 3      | 4     | 4        | 149            |
| Calcutta                             | Dr. Bombay                       | Indie Euro/Dance       | 4      | 5     | 5        | 138            |
| Can't stop falling in love           | NAOKI                            | Hyper Euro Beat        | 3      | 6     |          | 154            |
| Celebrate                            | JJ Company                       | Soul Classic           | 4      | 5     | 5        | 134            |
| Cold Pulse                           | Quadra with DJ FX                | Techno                 | 4      | 5     | 5        | 142            |
| Dancin' into the night               | Good-cool                        | Disco                  | 2      | 2     |          | 139            |
| Deep in you                          | Dj nagureo                       | Dance Pop              | 3      | 4     | 4        | 126            |
| Digital MinD (A/T Libra Mix)         | TaQ                              | Minimal                | 3      | 5     | 5        | 155            |
| Diving Money                         | Quadra                           | Drum'n Bass            | 2      | 3     | 3        | 150            |
| Don't stop!                          | Dj TAKA feat. Jp Miles           | Happy Handbag          | 2      | 3     | 3        | 129            |
| Dong-tepo no.1                       | Dj nagureo                       | Techno                 | 5      | 7     |          | 135            |
| Dr. Love                             | Baby weapon feat. Asuka M.       | Dance Pop              | 3      | 3     | 3        | 123            |
| Dream                                | Shin Murayama feat. mari saito   | House                  | 3      | 4     | 4        | 117            |
| Dynamite Rave                        | NAOKI                            | Speed Rave             | 4      | 6     | 6        | 149            |
| E-motion                             | E.o.s                            | Rave                   | 1      | 2     | 2        | 145-140        |
| Electro Tuned (the SubS mix)         | TaQ                              | Big Beat               | 4      | 5     | 5        | 125            |
| End of the century                   | No.9                             | Dance Speed            | 5      | 6     | 6        | 170            |
| Era (nostalmix)                      | TaQ                              | Drum'n'Bass            | 5      | 7     | 7        | 179-89-179-90  |
| Five Fathoms                         | EverythingButTheGirl             | House                  | 1      | 3     |          | 121            |
| G.m.d.                               | DJ Mazinger feat. Muhammad       | Hip Hop                | 2      | 3     | 3        | 100            |
| Gambol                               | Slake                            | Big Beat               | 1      | 2     |          | 102            |
| Garden of Love                       | DJ Mazinger                      | HipHop                 | 2      | 3     |          | 89             |
| Genom Screams                        | L.E.D. Light                     | Trance                 | 4      | 5     |          | 150            |
| Gentle Stress                        | DJ Swan                          | Drum'n Bass            | 3      | 4     |          | 174            |
| Get me in your sight                 | Symphonic Defoggers              | Latin House            | 3      | 5     |          | 126            |
| Get on Beat                          | ON                               | Hard Bag               | 3      | 3     | 3        | 126            |
| Gradiusic Cyber                      | Taka                             | Digi-Rock              | 5      | 6     | 6        | 160            |
| Headache                             | Good-cool                        | Hard House             | 3      | 4     |          | 143            |
| Hitch Hiker                          | Good-cool                        | Warp House             | 3      | 4     | 4        | 136            |
| Holic                                | TaQ                              | Hard Techno            | 4      | 6     | 6        | 154            |
| I'm in love again                    | Dj TAKA                          | Speed Garage           | 4      | 5     |          | 134            |
| I Was The One                        | Good-cool                        | Italo House            | 2      | 3     | 3        | 124            |
| Indigo Vision                        | TaQ                              | Goa Trance             | 3      | 5     | 5        | 154            |
| Is this love?                        | Asuka.M                          | Dance Pop              | 3      | 4     | 4        | 114            |
| Juglist King                         | Hirofumi Asamoto (Ram Jam World) | Drum'n Bass            | 3      | 3     |          | 169            |
| Keep on Movin'                       | N.M.R.                           | Dance Pop              | 3      | 3     |          | 132            |
| L.O.T. (Love or Truth)               | M-Flo                            | HipHop&Soul            | 1      | 3     |          | 93             |
| Leading Cyber                        | Dj Taka                          | Digi-Rock              | 4      | 6     |          | 149            |
| Let's talk it over                   | HIN Murayama feat. Argie Phine   | Soul                   | 3      | 4     | 4        | 99             |
| Let the beat hit'em! Bass Mix        | Stone Bros.                      | Miami Bass             | 2      | 2     |          | 110            |
| Lovin' you                           | Monday Michiru                   | Drum'n bass            | 3      | 4     |          | 154            |
| Luv to me (Disco mix)                | Tiger YAMATO                     | Euro Beat              | 5      | 6     | 6        | 154            |
| Macho Gang                           | Anal Spyder                      | Tribal House           | 1      | 6     | 6        | 125            |
| Make Your Move                       | Good-cool                        | Funk                   | 3      | 4     | 4        | 119            |
| Melt in my arms                      | Honey P feat. Asuka.M            | Dance pop              | 2      | 3     | 3        | 118            |
| Never let you down                   | Godd-cool feat. JP Miles         | Garage Hous            | 3      | 5     | 5        | 124            |
| Overdoser                            | MIRAK                            | Techno                 | 2      | 3     | 3        | 132            |
| Panorama                             | Hirofumi Asamoto (Ram Jam World) | Soul Classic           | 2      | 3     |          | 112            |
| Paranoia Max ~Dirty Mix~             | 190                              | Jungle                 | 3      | 4     | 4        | 190            |
| Patsenner                            | Dj nagureo                       | Ambient Techno         | 4      | 5     |          | 108            |
| Perfect Free                         | Nite system                      | House                  | 2      | 3     | 3        | 130            |
| Presto                               | Osamu Kubota                     | Piano Ambient          | 3      | 7     | 7        | 135            |
| Prince on a star                     | Spiritual ride                   | Alternative Rock       | 4      | 5     | 5        | 145            |
| Put your faith me (for beatmania II) | Dj TAKA feat. UZI-LAY            | Jazz funk              | 4      | 5     |          | 126            |
| R3                                   | Tiger YAMATO                     | Rave                   | 4      | 5     | 5        | 157            |
| R5                                   | Tiger YAMATO with ultrabeatbox   | Rave                   | 5      | 7     | 7        | 179            |
| Reincarnation                        | Dj TAKA                          | Trance                 | 3      | 5     | 5        | 144            |
| Right Now                            | Atomic Kittens                   | Dance Disco            | 3      | 4     | 4        | 127            |
| S.O.S.                               | Dr. Bombay                       | Indie Euro/Dance       | 4      | 6     |          | 138            |
| S.O.S. (the tiger took my family)    | Dr. Jekyll                       | DANCE EXPRESS Hi-speed | 5      | 7     |          | 169            |
| Salamander beat crush mix            | Nite system                      | Konamix                | 2      | 3     | 3        | 134            |
| Schlagwerk                           | TaQ                              | Big Beat               | 4      | 6     | 6        | 124            |
| Second Style (Hip Hop Paradise)      | Dj TAKA & DAY BREAKERS           | HipHop                 | 3      | 4     |          | 114            |
| Sense                                | Good-cool                        | Rave                   | 4      | 5     | 5        | 129            |
| Shine on                             | Shorai                           | Soul                   | 4      | 5     | 5        | 111            |
| Skyscraper                           | Good-cool                        | Epic House             | 4      | 6     | 6        | 134            |
| Soft landing on the body             | DJ Simon                         | Spiritual              | 4      | 5     |          | 159-318-78-159 |
| SP-Trip Machine                      | Dj TAKA feat. DE-SIRE            | Jungle                 | 3      | 4     | 4        | 168            |
| Special energy                       | DJ FX                            | Trance Techno          | 4      | 5     | 5        | 140            |
| Take on me                           | Angela                           | DANCE EXPRESS Hi-speed | 5      | 6     | 6        | 169            |
| Tangerine Stream                     | Dj Taka                          | House                  | 1      | 1     |          | 98             |
| The earth light                      | L.E.D. Light                     | Trance                 | 4      | 6     | 6        | 145            |
| The Safari                           | Lion Musashi                     | World House            | 6      | 7     |          | 134            |